# 松山慈福宮
松山慈福宮位於台灣台北市八德路，為主祀福德正神的道教廟宇。該廟宇興建於1892年，為位於台北松山區的傳統建築廟宇。另外，該廟宇的組織型態為管理委員會制，祭典日期則是每年農曆之二月初二與八月十五。